# Щербаков, Георгий Борисович
Гео́ргий (Ю́рий) Бори́сович Щербако́в (22 августа 1917, Москва — 9 июня 1989) — русский советский актёр и режиссёр, педагог. Заслуженный деятель искусств Белорусской ССР (1959). Народный артист Белорусской ССР (1963).

## Биография
Родился 9 (22) августа 1917 года в семье Бориса Щербакова и Инны Чернецкой(1894—1963), танцовщицы.
 Выпускник 1939 года режиссёрского факультета ГИТИСа (мастера Ф. Н. Каверин и В. Г. Сахновский).
В 1939 году московским райвоенкоматом был призван в ряды РККА. До 1942 года проходил службу в Дальневосточном военном округе, руководил театром. Поставил пьесы Ж.-Б. Мольера, К. Симонова, Н. Погодина (в пьесах последнего сам исполнял роль Ленина). В годы Великой Отечественной войны артистом участвовал во фронтовых бригадах. В 1943 году вновь исполнил роль Ленина в собственной композиции по пьесе «Человек с ружьём» в Московском фронтовом драматическом театре ГИТИСа. Ему первому разрешили исполнять роль вождя на эстраде.
C 1943 по 1947 год работал в Московском Художественном театре. В 1944 году начал педагогическую практику.
В 1947—1949 годах — главный режиссёр Русского драматического театра в Вильнюсе.
 В 1958—1962 годах — главный режиссёр Белорусского театра им. Я. Коласа в Витебске.
 В 1962—1964 годах — Белорусского театра им. Я. Купалы в Минске.
В 1953—1965 годах писал сценарии для кино, снял два фильма как режиссёр.
С 1968 года — главный режиссёр Горьковского театра драмы в Арзамасе-16, ныне — Саровский драматический театр.
В 1980-е годы переехал в Москву. Преподавал в Московском государственном институте культуры.
Похоронен в Тарусе.

## Театральные постановки
- «Человек с ружьём» и «Кремлёвские куранты» Н. Погодина — в роли В. И. Ленина
- «Парень из нашего города» К. Симонова
- «Мещанин во дворянстве» Ж.-Б. Мольера
- «Такая любовь» П. Когоута (1958)
- «Битва в пути» Г. Николаевой (1959)
- «Иркутская история» А. Арбузова (1960)
- «Лявониха» Н. Данилова (1962)
- «Криницы» по роману И. Шамякина (1961)
- «Первая страница» Н. Ивантер (1962—1964)
- «Друзья и годы» Л. Зорина (1962—1964)
- «Русские люди» К. Симонова (1962—1964)
- «Всё хорошо, что хорошо кончается» В. Шекспира (1962—1964)
- «Конец — делу венец» В. Шекспира (1966, Московский драматический театр имени Н. В. Гоголя)

Театр драмы (Арзамас-16)
- «Чуть-чуть о женщине»
- «Десятый круг» (о генерале Карбышеве)
- «Последний парад» А. Штейна
- «Десятый круг» Г. Горбовского и С. Микаэляна
- «Страницы Ленинианы» по пьесам Н. Погодина
- «Девочка и апрель» Т. Ян

## Фильмография
Сценарист
- 1957 — Телеграмма (короткометражный)
- 1964 — Криницы (совм. с Иваном Шамякиным)

Режиссёр
- 1957 — Телеграмма (короткометражный)
- 1965 — Учитель словесности (фильм-спектакль)